# Marsdenia ambuntiensis
Marsdenia ambuntiensis är en oleanderväxtart som beskrevs av P.I. Forster. Marsdenia ambuntiensis ingår i släktet Marsdenia och familjen oleanderväxter. Inga underarter finns listade i Catalogue of Life.